# 기동전사 Z 건담
《기동전사 Z 건담》(일본어: 機動戦士Ζガンダム)은 일본가 선라이즈제작한 건담 시리즈의 텔레비전 애니메이션이다. 나고야 테레비가 제작국이며, ANN 계열로 1985년 3월 2일부터 1986년 2월 22일까지 매주 토요일 17:30 - 18:00 시간대에서 전 50회가 방송됐다. 이야기는 1979년 - 1980년에 방송된 《기동전사 건담》의 속편에 해당하지만 설정은 극장 영화판 3부작에서 이어지는 것으로 되어 있다.